# Golem (Kavajë)
Golem é uma comuna (em albanês:  komuna) da Albânia localizada no distrito de Kavajë, prefeitura de Tirana.